# アンドレ・ルイス・ガルシア
アンドレ・ルイス・ガルシア（ポルトガル語: André Luís Garcia、1979年7月31日 - ）は、ブラジルのサッカー選手。

## 経歴
1998年にサントスFCでデビュー。ガルシアの所属していた時期のサントスは2002年と2004年の2度、カンピオナート・ブラジレイロ・セリエAにおいて優勝を達成した。2005年にプリメイラ・リーガのSLベンフィカに移籍。ベンフィカでのガルシアは1試合のみの出場に留まったが、ベンフィカは2005年にプリメイラ・リーガを制覇した。ベンフィカで活躍できなかったガルシアは、リーグ・アンのオランピク・ドゥ・マルセイユに期限付き移籍した。
2006年、クルゼイロECに移籍してブラジルに復帰した。2007年のクルゼイロはカンピオナート・ミネイロで優勝した。2008年はボタフォゴFRで、2009年にはグレミオ・バルエリでプレイした。
2010年にサンパウロFCでプレイしていたが、5月19日にフルミネンセFCに移籍した。同年6月5日に、アヴァイFCとののアウェー戦でフルミネンセでの初出場を果たし、3-0となった84分にマルキーニョと交代した。

### 代表歴
2000年シドニーオリンピックにおいてブラジル代表として召集された。ガルシアは2試合に出場し、1ゴールを決めた。